# Eagle Field
Le Eagle Field est un stade omnisports américain, principalement utilisé pour le soccer et l'athlétisme, situé dans la ville de Statesboro, en Géorgie.
Le stade, doté de 3 500 places et inauguré en 2005, appartient à l'université du Sud de la Géorgie et sert d'enceinte à domicile à l'équipe universitaire des Eagles de Georgia Southern (pour le soccer et l'athlétisme) ainsi qu'à l'équipe de soccer masculine et féminine du Tormenta FC.

## Histoire
Le stade ouvre ses portes en 2005 dans le Erk Russell Athletic Park .
Le 10 octobre 2012, le premier match nocturne de soccer a lieu au stade entre les Eagles de Georgia Southern et le Phoenix d'Elon, grâce au nouveau système d'éclairage.
Le stade a plusieurs fois accueilli les compétitions d'athlétisme de Southern Conference, le plus récemment en 2013.
De nombreux événements de cross-country se tiennent au stade.
En 2015, l'équipe de soccer de l'USL League One du Tormenta FC s'installe au stade pour ses rencontres à domicile.
Le record d'affluence au stade est de 3 519 spectateurs, lors d'une victoire 1-0 des locaux du Tormenta FC contre le Greenville Triumph le 29 mars 2019.
En 2021, l'équipe du Tormenta FC prévoit de changer de stade pour s'installer dans un nouveau site spécifiquement consacré au soccer de 5 300 places assises, en construction,.

## Événements
- 2018 : Sun Belt Conference Men's Soccer Tournament (Soccer).